# إيفلين إم. هاموندز

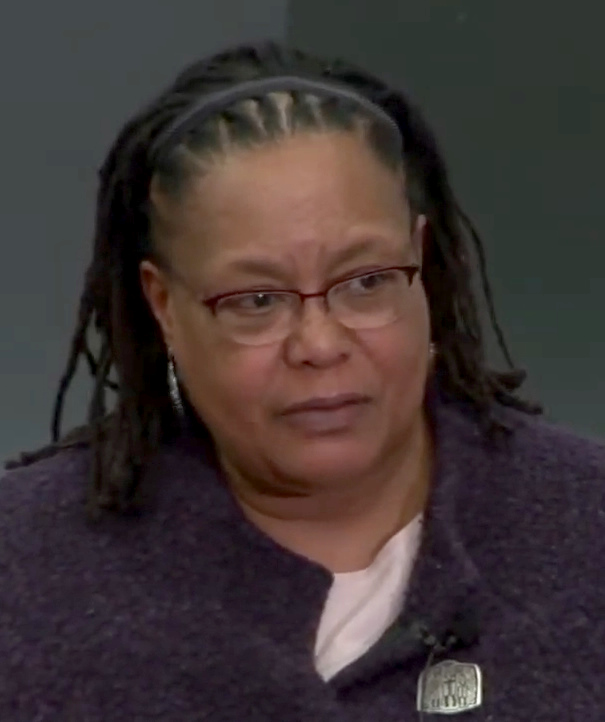
إيفلين إم. هاموندز

إيفلين ماكسين هاموندز (ولدت عام 1953) ناشطة نسوية وباحثة أمريكية. هي أستاذة باربرا غوتمان روزنكرانتز لتاريخ العلوم وأستاذة الدراسات الأفريقية والأفريقية الأمريكية في جامعة هارفارد، والعميدة السابقة لكلية هارفارد. تعد التداخلات بين العرق، والنوع الاجتماعي، والعلوم، والطب موضوعات بحثية بارزة في أعمالها المنشورة. حصلت هاموندز على شهادتين في الهندسة والفيزياء. قبل حصولها على درجة الدكتوراه في تاريخ العلوم من جامعة هارفارد، عملت كمبرمجة. بدأت حياتها المهنية في التدريس في معهد ماساتشوستس للتكنولوجيا (إم آي تي)، وانتقلت لاحقًا إلى جامعة هارفارد. في عام 2008 عُينت هاموندز عميدة، وكانت أول أمريكية من أصل أفريقي وأول امرأة ترأس الكلية. عادت إلى التدريس بدوام كامل في عام 2013.

## حياتها المهنية
بعد التخرج من جامعة هارفارد، دُعيت هاموندز للتدريس في إم آي تي. أثناء وجودها هناك، كانت المديرة المؤسسة لمركز إم آي تي لدراسة التنوع في العلوم والتكنولوجيا والطب. ساعدت أيضًا في تنظيم المؤتمر الأكاديمي الوطني الأول للباحثات السوداوات، النساء السوداوات في الأكاديمية: الدفاع عن اسمنا 1894-1994، وهو مؤتمر وطني عقد في إم آي تي في عام 1994 لمعالجة القضايا التاريخية والمعاصرة التي تواجهها النساء الأمريكيات من أصل أفريقي في الأوساط الأكاديمية. في عام 2002 عادت إلى جامعة هارفارد وانضمت للعمل كأستاذة في أقسام تاريخ العلوم، والدراسات الأفريقية، والأفريقية الأمريكية.
حصلت على لقب عميدة كلية هارفارد في عام 2008 وكانت رابع امرأة سوداء تتسلم منصبًا في كلية الآداب والعلوم في جامعة هارفارد. قبل ذلك شغلت هاموندز منصب أول نائب عميد لتطوير وتنوع أعضاء هيئة التدريس بجامعة هارفارد.
في فبراير 2022 كانت هاموندز واحدة من 38 عضوًا من هيئة التدريس في جامعة هارفارد ممن وقعوا خطابًا إلى جامعة هارفارد كريمسون للدفاع عن الأستاذ جون كوماروف، الذي تبين أنه انتهك سياسات السلوك الجنسي والمهني بالجامعة.
دافع الخطاب عن كوماروف ووصفوه بأنه «زميل ممتاز ومرشد ومواطن جامعي ملتزم» وأعربوا عن استيائهم من معاقبة الجامعة له. بعد أن رفع الطلاب دعوى قضائية مع ادعاءات مفصلة عن تصرفات كوماروف وفشل الجامعة في الرد، كانت هاموندز واحدة من عدة موقعين ممن رغبوا في التراجع عن توقيعهم.

## البحث
يركز بحث هاموندز على تقاطع العلم والطب والعرق. تحلل العديد من أعمالها الجندر والأعراق من منظور العلم والطب. تركز اهتمامها على كيفية بحث العلم في التنوع البشري من خلال العرق. تدرس هاموندز في الأساس الفترة الزمنية منذ القرن السابع عشر وحتى الوقت الحاضر مع التركيز على تاريخ الأمراض والنسوية الأمريكية الأفريقية. في عام 1997 نُشر مقال هاموندز «نحو علم الأنساب للجنسانية الأنثوية السوداء: إشكالية الصمت» في كتاب النظرية النسوية والجسد: قارئ. في هذا المقال، ركزت هاموندز على تداخل الحياة الجنسية للإناث السوداوات مع الإيدز. تجادل بأن الحياة الجنسية للأنثى السوداء تناقض تمامًا تلك الخاصة بالنساء البيضاوات. تقول إن العديد من النسويات السوداوات، تاريخيًا، قد فشلن في تطوير مفهوم الحياة الجنسية للإناث السوداوات. ثم تناقش هاموندز قيود الحياة الجنسية للمرأة السوداء وكيف يؤثر ذلك على النساء السوداوات المصابات بالإيدز.
تعتقد هاموندز أن النساء السوداوات قادرات على ما هو أكثر من تعريفهن المقبول اجتماعيًا لحياتهن الجنسية، لكنهن غير قادرات على التعبير عنه. هذا يعود لعدم قدرة النساء السوداوات على تعريف الجنس بمصطلحاتهن الخاصة. بحسب هاموندز تعود أقدم تسجيلات لهذه التعريفات إلى أوائل القرن التاسع وتحديدًا إلى سارة بارتمان المعروفة باسم «فينوس الهوتنتوت». كانت سارة امرأة سوداء عًرضت على الملأ ونُظر إليها على أنها مبتذلة لأن لديها أجزاء جسم تشريحية أكبر من تلك الخاصة بنظيراتها البيضاوات. اليوم، ما زلنا نرى استمرارًا لآثار ارتباط النساء السوداوات بالجنس غير المنضبط. يعزى ذلك إلى حد كبير إلى مقارنة النساء السوداوات بالنساء البيضاوات الفيكتوريات. كان يُنظر إلى النساء السوداوات على أنهن مفرطات في النشاط الجنسي. اعتقد المجتمع الأبيض أن الحياة الجنسية للإناث السوداوات تقوض أخلاق وقيم مجتمعهم.